# 李清 (崇禎進士)
李清（1602年—1683年），字心水，号映碧，直隸揚州府興化縣（今屬江蘇省泰州）人。明末政治人物。李春芳之五世孫，李思誠之孫。

## 生平
父李长祺早亡，由伯父李长敷養成。天啓元年（1621年）中式辛酉科應天鄉試，崇禎元年（1628年）登戊辰科會試副榜，崇禎四年（1631年）成辛未科進士 ，都察院观政，授宁波府推官，六年任福建乡试同考官，七年举卓异，八年拔贡同考，九年浙江本省同考，十一年考选，授官刑科給事中，十二年巡视十库，以忤旨降为浙江布政司照磨。崇祯十七年（1644年）甲申之變前夕，奉旨出封淮府。後任弘光帝工科都给事中，迁大理寺左寺丞。不久受命祀南镇，剛到杭州桥山，弘光朝滅亡，“踽凉孤踪，飘泊江之南北”。明亡，隱居棗園，杜門不出凡三十八年，以著述为乐。

## 著作
曾将《南史》、《北史》删成《南北史合抄》。清康熙十六年（1677年）魏禧訪李清時，为《南北史合著》作序。另有《折狱新语》、《澹宁斋集》、《三垣笔记》和《南渡录》等二十种。
也有人认为叙述明末天启年间宦官魏忠贤与明熹宗的乳母客氏相互勾结，把持朝政始末的小说《檮杌閑評》当为李清所作。
由于李清曾供职南京，留意国初史事，所作《三垣笔记》记载详赅可靠。曾与钱谦益等人合谋打开明孝陵享殿，验证成祖实在非马后所生，即使太子、秦晋二王也是李淑妃之子。诸子惟有周王与成祖同母。

## 家庭
有子李柟（字木庵,康熙十二年癸丑科（1673）進士，榜名李葉, 1647-1704），為孔尚任《桃花扇》於康熙朝演出推動者，官至左都御史。從侄李驎。
孫李炳石為揚州丁卯(1687)舉人，曾接駕康熙帝第五次南巡。